# Präfektur Akita
Akita (jap. 秋田県 Akita-ken, englisch Akita Prefecture) ist eine der Präfekturen Japans. Sie befindet sich in der Region Tōhoku auf der Insel Honshū. Sitz der Präfekturverwaltung ist die gleichnamige Stadt Akita (Akita-shi).

## Geographie
Akita befindet sich im Norden der Insel Honshū mit dem Japanischen Meer im Westen. Im Norden grenzt Akita an die Präfektur Aomori, im Osten an die Präfektur Iwate, im Südosten an die Präfektur Miyagi und im Süden an die Präfektur Yamagata. Innerhalb der Präfektur befindet sich der Tazawa-See, ein Caldera-See und mit 423,4 m der tiefste See Japans.
Der Sommer ist im Landesvergleich relativ angenehm und kühl. Von Ende November an gewittert es sehr oft. Die Wintermonate sind von starken Winden aus Sibirien geprägt.

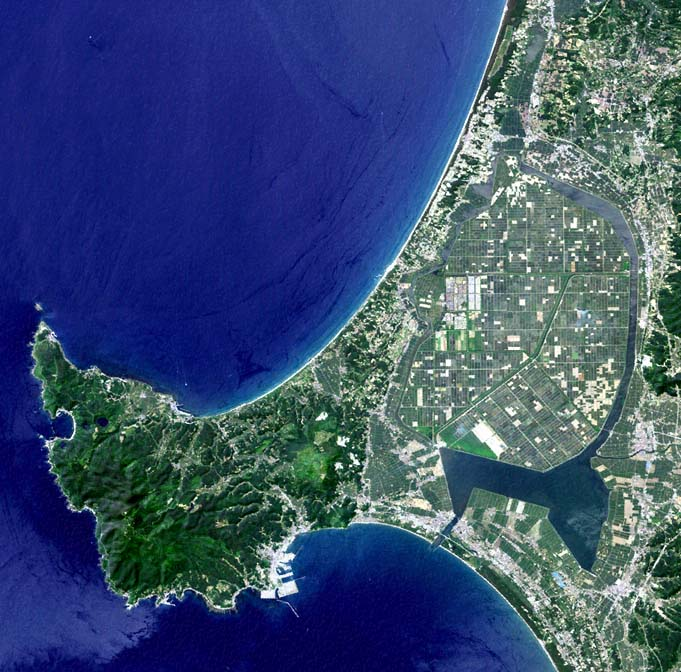
Oga-Halbinsel mit dem See Hachirōgata
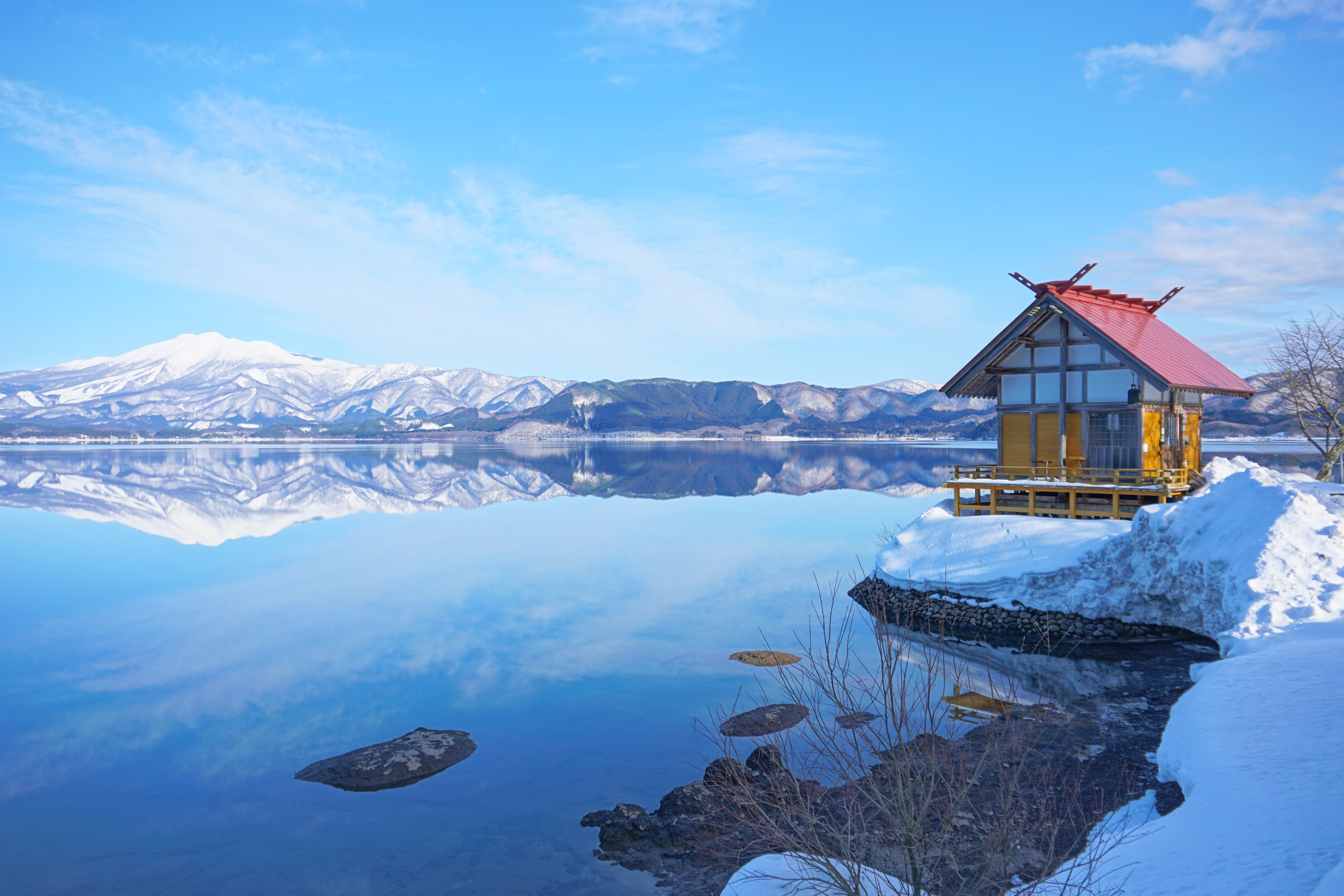
Tazawa-See im Winter mit dem Akita-Komagatake in der Ferne und dem Kansa-Schrein am Ufer

## Geschichte
Eine erste Präfektur Akita entstand nach der Meiji-Restauration bei der Abschaffung von Fürstentümern und Einrichtung von Präfekturen 1871 aus dem Fürstentum Kubota/Akita. Bei der folgenden Fusions- und Konsolidierungswelle von Präfekturen wurden die Präfekturen Akita, Iwasaki (vorher Zweiglehen von Kubota), Honjō, Kameda und Yashima zur Präfektur Akita fusioniert. Sie umfasst die Provinz Ugo ohne den Landkreis Akumi und den Landkreis Kazuno von Rikuchū.

## Wirtschaft
Akita ist eine überwiegend ländliche Präfektur, in deren tiefer liegenden Gebieten großflächiger Reisanbau das Landschaftsbild prägt. Die Sake-Herstellung nimmt einen wichtigen Platz ein.
Neben der Präfekturhauptstadt Akita stellt Daisen ein wichtiges Wirtschaftszentrum dar.
An der Küste sind rund um die Halbinsel Oga und im südlichen Kisakata regionale Fischereihäfen.
Im Norden und in den Gebirgsregionen nimmt die Forstwirtschaft einen wichtigen Stellenwert ein.

## Politik
- KDP: 4
- 5 Fraktionen à 1 Mitglied, darunter Kōmeitō, KPJ und SDP: 5
- Mirai („Zukunft“): 5
- LDP: 27

Zur Gouverneurswahl 2025 zog sich Norihisa Satake nach vier Amtszeiten als Gouverneur von Akita zurück. Zum Nachfolger wurde mit Unterstützung von Teilen der LDP und aus der Ishin no kai mit rund 58 % der Stimmen der ehemalige Präfekturparlamentsabgeordnete Kenta Suzuki gewählt, der sich gegen den von Oppositionsparteien und Teilen der LDP unterstützten ehemaligen Vizegouverneur Kazumi Saruta (41 %) durchsetzte. Die Wahlbeteiligung stieg um rund drei Punkte auf 59,6 %.
Im 2023 auf 41 Mitglieder verkleinerten Präfekturparlament hält die Liberaldemokratische Partei auch nach den Wahlen im April 2023 mit 24 Sitzen eine absolute Mehrheit, die Konstitutionell-Demokratische Partei (KDP) gewann vier Sitze, keine andere mehr als einen.
Für das Unterhaus des nationalen Parlaments ist Akita in drei Wahlkreise eingeteilt, im Oberhaus vertreten zwei Abgeordnete die Präfektur. Namentlich besteht die direkt gewählte Delegation Akitas nach den Wahlen von 2019, 2022 und 2024 aus (Stand: November 2024):
- im Unterhaus
  - für den 1. Wahlkreis, der nur aus der Präfekturhauptstadt besteht: Hiroyuki Togashi (LDP, 5. Amtszeit)
  - für den 2. Wahlkreis im Norden: Takashi Midorikawa (KDP, 3. Amtszeit), der sich 2021 gegen Ex-Justizminister Katsutoshi Kaneda durchsetzte,
  - für den 3. Wahlkreis im Südosten: Toshihide Muraoka (DVP, 3. Amtszeit), der Sohn von Kanezō Muraoka, langjähriger LDP-Abgeordneter aus Akita und mehrfach Minister,
- im Oberhaus
  - bis 2028: Hiroo Ishii (LDP, 3. Amtszeit)
  - bis 2025: Shizuka Terata (parteilos gewählt für die Mitte-links-Opposition, 1. Amtszeit), als Ehefrau des Unterhausabgeordneten Manabu Terata (KDP; Verhältniswahl Tōhoku) die Schwiegertochter von Sukeshiro Terata.

## Tourismus
In der Nähe des Tazawa-Sees befinden sich heiße Quellen (Onsen), die in Japan als bekanntes Reiseziel gelten. Es gibt einige saisonale Feste (Matsuri), die einen Einblick in das ländliche und traditionelle Japan gewähren.
Kakunodate (heute: Semboku) ist eine alte Stadt mit vielen gut erhaltenen Samurai-Häusern.

## Kultur
Akita (秋田) ist berühmt für den Reisanbau, seine Sake-Brauereien und für den höchsten Sake-Verbrauch in Japan. Sie gilt als Ursprung der Hunderasse Akita, die den Namen der Präfektur trägt. Die Frauen der Region, die als Akita bijin (秋田美人, „Schönheiten von Akita“) bezeichnet werden, sind auch für ihre weiße Haut, ihre runden Gesichter und ihre hohen Stimmen bekannt, die als sehr begehrenswert gelten. Ono no Komachi ist ein berühmtes Beispiel für eine Akita bijin.

## Verwaltungsgliederung
Seit 2006 gibt es noch 25 Gemeinden in Akita: 13 -shi (kreisfreie Städte; oder von japanischen Beamten ins Englische und anschließend ohne Rücksicht auf den japanischen Kontext oder die preußischen Wurzeln ins Deutsche zweitübersetzt: „Großstädte“), 9 -machi/-chō ([historisch kreisangehörige] Städte) und 3 -mura (Dörfer/Dorfgemeinden).
Bei der Einführung der heutigen Gemeindeformen 1889 wurden die vorher über 1000 chō/son (auf dem Land Städte und Dörfer, aber in größeren Siedlungen Stadtteile) aus den neun Landkreisen (-gun) von Akita zu 237 Gemeinden zusammengeschlossen, darunter Akita-shi als erste und bis 1940 einzige kreisfreie Stadt. In der Großen Shōwa-Gebietsreform der 1950er Jahre sank die Zahl der Gemeinden von über 200 auf 72, in der Großen Heisei-Gebietsreform der 2000er Jahre von 69 auf 25.
| Name (lat., Hepburn)                                  | Name (jap.) | Kreis (-gun) | Fläche (1. Januar 2023) | Einwohnerzahl (1. März 2021) | Schlüssel (ohne Präf. & Prüfziffer) | Beamtenenglisch      |
| ----------------------------------------------------- | ----------- | ------------ | ----------------------- | ---------------------------- | ----------------------------------- | -------------------- |
| Akita-shi (Sitz der Präfekturverwaltung, „Kernstadt“) | 秋田市      | –            | 906,07 km²              | 302.984                      | 201                                 | Akita City           |
| Noshiro-shi                                           | 能代市      | –            | 426,95 km²              | 49.625                       | 202                                 | Noshiro City         |
| Yokote-shi                                            | 横手市      | –            | 692,80 km²              | 84.556                       | 203                                 | Yokote City          |
| Ōdate-shi                                             | 大館市      | –            | 913,22 km²              | 68.593                       | 204                                 | Odate City           |
| Oga-shi                                               | 男鹿市      | –            | 241,09 km²              | 24.690                       | 206                                 | Oga City             |
| Yuzawa-shi                                            | 湯沢市      | –            | 790,91 km²              | 41.601                       | 207                                 | Yuzawa City          |
| Kazuno-shi                                            | 鹿角市      | –            | 707,52 km²              | 28.929                       | 209                                 | Kazuno City          |
| Yuri-Honjō-shi                                        | 由利本荘市  | –            | 1.209,59 km²            | 73.840                       | 210                                 | Yurihonjo City       |
| Katagami-shi                                          | 潟上市      | –            | 97,72 km²               | 31.558                       | 211                                 | Katagami City        |
| Daisen-shi                                            | 大仙市      | –            | 866,79 km²              | 76.164                       | 212                                 | Daisen City          |
| Kita-Akita-shi                                        | 北秋田市    | –            | 1.152,76 km²            | 29.696                       | 213                                 | Kitaakita City       |
| Nikaho-shi                                            | にかほ市    | –            | 241,13 km²              | 22.981                       | 214                                 | Nikaho City          |
| Senboku-shi                                           | 仙北市      | –            | 1.093,56 km²            | 24.515                       | 215                                 | Senboku City         |
| Kosaka-machi                                          | 小坂町      | Kazuno       | 201,70 km²              | 4686                         | 303                                 | Kazuno Town          |
| Kami-Koani-mura                                       | 上小阿仁村  | Kita-Akita   | 256,72 km²              | 2024                         | 327                                 | Kamikoani Village    |
| Fujisato-machi                                        | 藤里町      | Yamamoto     | 282,13 km²              | 2869                         | 346                                 | Fujisato Town        |
| Mitane-chō                                            | 三種町      | Yamamoto     | 247,98 km²              | 14.944                       | 348                                 | Fujisato Town        |
| Happō-chō                                             | 八峰町      | Yamamoto     | 234,14 km²              | 6437                         | 349                                 | Happo Town           |
| Gojōme-machi                                          | 五城目町    | Minami-Akita | 214,92 km²              | 8210                         | 361                                 | Gojome Town          |
| Hachirōgata-machi                                     | 八郎潟町    | Minami-Akita | 17,00 km²               | 5445                         | 363                                 | Hachirogata Town     |
| Ikawa-machi                                           | 井川町      | Minami-Akita | 47,95 km²               | 4482                         | 366                                 | Hachirogata Town     |
| Ōgata-mura                                            | 大潟村      | Minami-Akita | 170,11 km²              | 4482                         | 368                                 | Ogata Village        |
| Misato-chō                                            | 美郷町      | Senboku      | 168,32 km²              | 18.493                       | 434                                 | Misato Town          |
| Ugo-machi                                             | 羽後町      | Ogachi       | 230,78 km²              | 13.547                       | 463                                 | Ugo Town             |
| Higashi-Naruse-mura                                   | 東成瀬村    | Ogachi       | 203,69 km²              | 2446                         | 464                                 | HigashinaruseVillage |
| Akita-ken                                             | 秋田県      |              | 11.637,52 km²           | 946.380                      | 000                                 | Akita Prefecture     |

## Größte Orte
| Gemeinde  | Einwohner 1. Oktober 2000 | Einwohner 1. Oktober 2006 |
| --------- | ------------------------- | ------------------------- |
| Akita     | 336.646                   | 331.834                   |
| Yokote    | 109.004                   | 102.548                   |
| Daisen    | 98.326                    | 92.295                    |
| Yurihonjō | 92.843                    | 88.594                    |
| Ōdate     | 86.288                    | 81.714                    |
| Yuzawa    | 58.504                    | 54.489                    |
| Noshiro   | 65.237                    | 62.287                    |
| Kitaakita | 42.050                    | 39.441                    |

## Partnerschaften
Die Präfektur Akita unterhält Partnerschaften zu:
- Provinz Gansu in der Volksrepublik China
- Bundesstaat Minnesota in den Vereinigten Staaten
- Ungarn